# Jeremy Silman
Jeremy Silman (Del Rio, 28 agosto 1954 – Los Angeles, 21 settembre 2023) è stato uno scacchista, allenatore e scrittore in ambito scacchistico statunitense, maestro internazionale.
Autore di numerose pubblicazioni in tema scacchistico e di articoli in riviste specializzate internazionali come Chess Life e New In Chess. È stato consulente scacchistico per cinema e serie tv in produzioni come Harry Potter e la pietra filosofale, Detective Monk e Malcolm.

## Biografia
Nato a Del Rio, in Texas, ottiene il titolo di Maestro Internazionale nel 1988. È stato tecnico della nazionale statunitense giovanile ed ha vinto tornei come l'U.S. Open, l'American Open e il National Open. Commentatore scacchistico e articolista, scrive per Chess.com dal 2009.
Appassionato di cinema asiatico ha fondato un sito di recensioni sul tema. Si è ritirato dall'agonismo dal 1999 per dedicarsi completamente all'attività di istruttore, allenatore e scrittore.

## Principi strategici
Il maggiore contributo di Silman alla divulgazione e alla teoria scacchistica è nell'ambito strategico. I suoi due libri sulla strategia, The Amateur's Mind e How To Reasses Your Chess sono rivolti soprattutto al giocatore da circolo.

### Teoria degli squilibri
Nei suoi libri Silman valuta la posizione strategica tenendo in considerazione quelli che lui chiama "squilibri" (imbalances), ovvero le differenze, che esistono in ogni posizione, tra la situazione del Bianco e quella del Nero, e raccomanda il giocatore di costruire il proprio piano di gioco secondo questi principi. Gli squilibri in ordine di importanza discendente sarebbero secondo l'autore:
- La superiorità dei pezzi leggeri: la maggiore o la minor forza dei cavalli e degli alfieri rispetto a quelli dell'avversario
- La struttura pedonale
- Il materiale
- Il controllo delle colonne aperte, delle diagonali e delle case
- Lo sviluppo dei pezzi
- L'iniziativa

### L'analisi della posizione
In How to Reasses Your Chess (trad. it. Teoria e Pratica degli squilibri) Silman raccomanda al giocatore una procedura in cinque fasi per analizzare la posizione. Questa procedura andrebbe utilizzata soltanto dopo aver controllato eventuali minacce immediate dal punto di vista tattico per entrambi i giocatori.
1. Comprendi gli squilibri sia positivi che negativi per entrambe le parti in gioco.
2. Comprendi su che lato della scacchiera vuoi attaccare. È consigliabile attaccare soltanto laddove esiste uno squilibrio favorevole o si può creare uno squilibrio favorevole.
3. Non calcolare! Sogna le posizioni che vorresti ottenere, utilizzando la fantasia.
4. Una volta che hai trovato una posizione di fantasia che ti soddisfa, inizia a comprendere se è possibile ottenerla. Se trovi che la tua scelta non è possibile da praticare, sogna una posizione più facile da ottenere.
5. Solo ora puoi guardare alle mosse che vorresti calcolare, le quali vengono di solito chiamate anche "mosse candidate". Le "mosse candidate" sono tutte le mosse che portano alla posizione che sogni.

## Opere pubblicate
In Italia sono stati tradotti tre manuali di Jeremy Silman:
- Teoria e pratica degli squilibri, 2005, Prisma, ISBN 978-8872640944 (Traduzione italiana di How to Reasses Your Chess).
- Teoria e pratica degli squilibri. Workbook, 2006, Prisma, ISBN 978-8872640999 (Traduzione italiana di The Reassess Your Chess Workbook).
- Il libro completo dei finali. Da principiante a maestro, 2010, Prisma, ISBN 978-8872641231 (Traduzione italiana di Silman's Complete Endgame Course: From Beginner to Master).

Altre pubblicazioni in lingua inglese:
- A Complete Black Repertoire, 1986, Chess Digest, ISBN 978-0875681634.
- The Dynamic Caro-Kann: The Bronstein Larsen and the Original Caro System, 1990, Summit Publishing, ISBN 978-0945806028.
- Winning with the Sicilian Defense (2nd edition): A Complete Repertoire against 1.e4, 1998, Chess Digest, ISBN 978-0875681986.
- The Complete Book of Chess Strategy: Grandmaster Techniques from A to Z, 1998, Siles Press, ISBN 978-1890085018.
- Accelerated Dragons (2nd edition) with William John Donaldson, 1998, Everyman Chess, ISBN 978-1857442083.
- The Amateur's Mind (2nd edition): Turning Chess Misconceptions into Chess Mastery, 1999, Siles Press, ISBN 978-1890085025.
- Gambits in the Slav with William John Donaldson, 2003, Chess Enterprises, ISBN 978-0945470397.
- Pal Benko: My Life, Games and Compositions, with Pál Benkő and John L. Watson, 2004, Siles Press, ISBN 978-1890085087.